# タラス・フテイ
- タラース・フチェーイ

タラス・フテイ（ロシア語: Тарас Юрьевич Хтей, 1982年5月22日 - ）は、ロシアの男子バレーボール選手。ポジションはウイングスパイカー。元ロシア代表。

## 来歴
旧ウクライナ・ソビエト社会主義共和国（現ウクライナ）・リヴィウ出身。
1998年にMGTUモスクワに入団。2002年にロシア代表に選出され、同年ワールドリーグで優勝。2003年にロシア・スーパーリーグのディナモ・モスクワに移籍し、2004年アテネオリンピックで銅メダル、2005年欧州選手権で銀メダルを獲得した。
ウラル・ウファ、イスクラ・オジンツォボを経て、2008年からベロゴリエ・ベルゴロドに所属し、2011年にワールドリーグで優勝、ワールドカップで金メダル、2012年ロンドンオリンピックには代表チームのキャプテンとして出場し金メダルを獲得した。
2013年にロシアリーグ、ロシアカップで優勝した。

## 球歴
- オリンピック - 2004年（銅メダル）、2012年（金メダル）
- ワールドカップ - 2011年（金メダル）
- ワールドリーグ - 2002年、2011年（優勝）、2010年（準優勝）
- 欧州選手権 - 2005年（準優勝）

## 所属クラブ
- MGTUモスクワ（1998-2003年）
- ディナモ・モスクワ（2003-2005年）
- ウラル・ウファ（2005-2006年）
- イスクラ・オジンツォボ（2006-2008年）
- ロコモティフ・ベロゴリエ / ベロゴリエ・ベルゴロド（2008-2017年）